# Ponte Holme

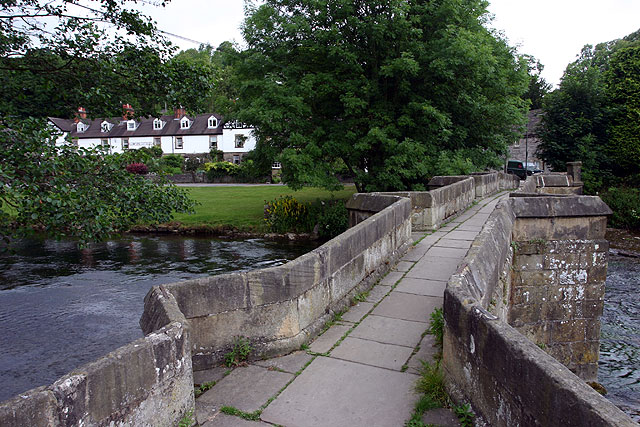
Ponte Holme

A Ponte Holme é uma ponte para cavalos de carga, listada como grau I, que atravessa o rio Wye em Bakewell, Derbyshire. A ponte é um monumento marcado.

## História
A ponte foi construída em 1664 usando pedra de grão de Ashlar.